# Apocolotois smirnovi
Apocolotois smirnovi är en fjärilsart som beskrevs av Nicholas Mikhailovich Romanoff 1885. Apocolotois smirnovi ingår i släktet Apocolotois och familjen mätare. Inga underarter finns listade i Catalogue of Life.